# Семейкинское сельское поселение
Семе́йкинское се́льское поселе́ние — муниципальное образование в Шуйском районе Ивановской области Российской Федерации.
Административный центр — деревня Филино.

## Географические данные
- Общая площадь: 116,47 км²
- Расположение: центральная часть Шуйского района
- Граничит:
  - на севере — с городом Шуя
  - на востоке — с Остаповским сельским поселением
  - на юго-востоке — с Колобовским городским поселением
  - на юге — с Савинским районом
  - на западе — с Лежневским районом Ивановской области
  - на северо-западе — с Китовским сельским поселением

## Население
| 2002  | 2010  | 2011  | 2012  | 2013  | 2014  | 2015  |
| ----- | ----- | ----- | ----- | ----- | ----- | ----- |
| 3980  | ↘3721 | ↘3717 | ↗3723 | ↗3737 | ↘3715 | ↘3698 |
| 2016  | 2017  | 2018  | 2019  | 2020  | 2021  |       |
| ↘3643 | ↘3581 | ↘3488 | ↘3458 | ↘3380 | ↗3394 |       |

## Состав сельского поселения
| №  | Населённый пункт | Тип населённого пункта          | Население |
| -- | ---------------- | ------------------------------- | --------- |
| 1  | Абрамово         | деревня                         | ↘10       |
| 2  | Анфимово         | деревня                         | ↘15       |
| 3  | Гнездилово       | деревня                         | 151       |
| 4  | Гумнищи          | деревня                         | ↘1        |
| 5  | Ильинское        | село                            | ↘0        |
| 6  | Марково          | деревня                         | ↘14       |
| 7  | Михалево         | деревня                         | ↘152      |
| 8  | Семейкино        | деревня                         | ↗454      |
| 9  | Филино           | деревня, административный центр | ↗2897     |
| 10 | Якиманна         | деревня                         | ↘27       |

## Местное самоуправление
Администрация сельского поселения находится по адресу: 155906, Ивановская область, Шуйский район, д. Филино, ул. Фабричная, д. 37.
Глава администрации — В. П. Кузьмина.